# シルト
シルト（英: silt）あるいは日本語で沈泥（ちんでい）とは、砂より小さく粘土より粗い砕屑物のこと。地質学では、泥（粒径が1/16mm以下のもの）の中で、粘土（粒径が1/256mm以下）より粒が大きく粗いもの（粒径1/16mm - 1/256mm）をシルトと呼ぶ。微砂とも言う。
シルトが続成作用によって堆積岩になったものをシルト岩という。